# BMC Racing Team/2009
Samenstelling van de wielerploeg BMC Racing Team 2009:

## Algemeen
Sponsor en fietsen: BMC
Algemeen manager: Andy Rihs
Ploegleiders: Gavin Chilcott, John Lelangue, Carlos Livermore

## Renners
| Naam             | Geboortedatum | Nationaliteit    | Ploeg 2008        |
| ---------------- | ------------- | ---------------- | ----------------- |
| Brent Bookwalter | 16-02-1984    | Verenigde Staten |                   |
| Chad Beyer       | 15-08-1986    | Verenigde Staten | beloften          |
| Steve Bovay      | 25-11-1984    | Zwitserland      |                   |
| Antonio Cruz     | 31-10-1971    | Verenigde Staten |                   |
| Jonathan Garcia  | 10-08-1981    | Verenigde Staten |                   |
| Mathias Frank    | 09-12-1986    | Zwitserland      | Team Gerolsteiner |
| Thomas Frei      | 19-01-1985    | Zwitserland      | Astana            |
| Martin Kohler    | 17-07-1985    | Zwitserland      |                   |
| Jeff Louder      | 08-12-1977    | Verenigde Staten |                   |
| Ian Mckissick    | 20-08-1980    | Verenigde Staten |                   |
| Alexandre Moos   | 22-12-1972    | Zwitserland      |                   |
| Scott Nydam      | 09-04-1977    | Verenigde Staten |                   |
| Florian Stalder  | 13-09-1982    | Zwitserland      | Team Volksbank    |
| Jackson Stewart  | 30-06-1980    | Verenigde Staten |                   |
| Taylor Tolleson  | 13-07-1985    | Verenigde Staten |                   |
| Danilo Wyss      | 26-08-1985    | Zwitserland      |                   |
| Markus Zberg     | 27-06-1974    | Zwitserland      | Team Gerolsteiner |

## Deelname en overwinningen
- Ronde van Qatar 2009
- Ronde van Californië 2009

2007 · 2008 · 2009 · 2010 · 2011 · 2012 · 2013 · 2014 · 2015 · 2016 · 2017 · 2018 · 2019 · 2020